# Heiligenkreuz (Dolní Rakousy)
Heiligenkreuz (Svatý kříž) je dolnorakouská obec ve Vídeňském lese v okrese Baden u Vídně. Poštovní adresa je Heiligenkreuz im Wienerwald (do dubna 2003: Heiligenkreuz bei Baden).
Podle evidence obyvatel je ke dni 1. dubna 2009 1490 trvale bydlících obyvatel. Známý je klášter Heiligenkreuz (s „Papežskou filozoficko-teologickou vysokou školou Benedikta XVI. – Heiligenkreuz“).

## Geografie
Heiligenkreuz leží v pahorkovité krajině Vídeňského lesa v údolí „Sattelbachu“, přítoku řeky Schwechat. Oblast je součástí Industrielviertelu (Průmyslové čtvrti). Přes obec vede stará poutní cesta do Mariazell, nazývaná „Via Sacra“.
K obci patří také katastrální území Siegenfeld, Sattelbach a také obec Preinsfeld.

### Sousední obce
- Alland
- Baden
- Gaaden
- Wienerwald
- Pfaffstätten

## Historie
Viz historii obce Alland

## Obyvatelstvo

### Vývoj počtu obyvatel
Od roku 1869, kdy bylo v obci 900 obyvatel, se počet obyvatel nepřetržitě zvyšoval; pouze mezi lety 1910 a 1923 byl zaznamenán úbytek. V roce 1939 zde žilo 983 obyvatel, 1951 1083, 1961 946, 1971 1056, 1981 1105, 1991 1324 obyvatel. V období mezi sčítáním obyvatel v roce 1981 a 1991 byl zaznamenán přírůstek 19,8 %, během dalších deseti let se počet obyvatel zvýšil pouze o 7 osob. V roce 2001 žilo v obci žilo 1331 obyvatel.

### Náboženství
Velká většina obyvatel (76,4 %) je římskokatolického vyznání. Druhou nejpočetnější skupinou věřících je islám (4,7 %) a následuje evangelická církev (4,1 %). K pravoslaví se hlásí 2,2 % a bez vyznání je 9,6 % obyvatel.

## Politika
Starostou obce je Johann Ringhofer, vedoucím úřadu Karel Habres.
V obecní radě je 19 zástupců. Podle voleb konaných 6. března 2005 má zastoupení: (ÖVP) 14 a (SPÖ) 5.

## Hospodářství a infrastruktura

### Doprava
Obec má autobusové spojení do Badenu a Mödlingu.
Obec leží na silnici „Mödlinger Straße B11“.
Z obce je také nájezd na vnější vídeňský dálniční okruh A21.

### Hospodářství
Podmíněně významným hospodářským faktorem je cestovní ruch. Je tu významný klášter Heiligenkreuz ale i přidružená lesní výroba – pila. V roce 1981 byla uvedena do provozu první kotelna na biomasu v Rakousku, na kterou byl nejdříve napojen klášter Heiligenkreuz, potom obecní zařízení a později také domácnosti.
Iniciativou lesního závodu kláštera je každé čtyři roky pořádán „Veletrh strojů na přibližování dříví Austrofoma“, který je počítán v Evropě za jeden z největších. Stroje nejsou ve výstavních halách ale jsou představovány přímo v lesním prostředí.
V „Preinsfeldu“ je sádrový důl, který byl pro snižování těžby nakonec v roce 2001 zrušen.
Heiligenkreuz se musí především zapojit do aktivit okolí Badenu.